# Bellinzago Novarese
Bellinzago Novarese är en ort och kommun i provinsen Novara i regionen Piemonte i Italien. Kommunen hade 9 579 invånare (2018).